# Radlická (metrostation)
Radlická is een metrostation in Praag aan lijn B. Het station werd geopend op 26 oktober 1988. Het station is genoemd naar de wijk waarin het gelegen is, Radlice.
Černý Most · Rajská zahrada · Hloubětín · Kolbenova · Vysočanská · Českomoravská · Palmovka · Invalidovna · Křižíkova · Florenc · Náměstí Republiky · Můstek · Národní třída · Karlovo náměstí · Anděl · Smíchovské nádraží · Radlická · Jinonice · Nové Butovice · Hůrka · Lužiny · Luka · Stodůlky · Zličín